# Stig Pettersson
Stig Pettersson   (26 de març de 1935) és un atleta suec, ja retirat, especialista en el salt d'alçada, que va competir durant les dècades de 1950 i 1960.
Durant la seva carrera esportiva va prendre part en tres edicions dels Jocs Olímpics d'Estiu, el 1956, 1960 i 1964. En totes tres ocasions quedà fora de les medalles per ben poc. El 1956 va saltar 2.06 metres i acabà quart. Quatre anys més tard, a Roma, va saltar 2.09 metres i acabà en cinquena posició, i a Tòquio, el 1964 tornà a ser quart, tot i haver fet el seu millor salt en uns Jocs, amb 2.14 metres.
En el seu palmarès destaquen dues medalles en la prova del salt d'alçada al Campionat d'Europa d'atletisme, de bronze el 1958, rere Rickard Dahl i Jiří Lanský, i de plata el 1962, rere Valeriy Brumel. De 1956 a 1962 i el 1964 es proclamà campió nacional del salt d'alçada i va mantenir el rècord suec de 1960 al 1968.
Durant la dècada de 1970 va ser director de l'Federació Sueca d'Atletisme. Va dirigir l'equip nacional d'atletisme als Jocs Olímpics de 1980, on va ser l'encarregat de dur la bandera olímpica sueca en la cerimònia inaugural.

## Millors marques
- Salt d'alçada. 2,16 metres (1962)[6]